# Bredängs kyrka
Bredängs kyrka är en kyrkobyggnad som tillhör Skärholmens församling i Stockholms stift. Kyrkan är inrymd i ett församlingshus i ena änden av Bredängs centrum.

## Kyrkobyggnaden
Församlingshuset uppfördes efter ritningar av Jon Höjer och invigdes 1969. Från början hade man planer på att bygga en separat kyrkobyggnad med klockstapel på berget bakom församlingshuset. Dessa planer övergavs och en av församlingshusets lokaler invigdes till kyrka. Byggnaden har en enkel formgivning med fasader av rödbrunt tegel och ett förgyllt kors på fasaden mot gatan. Kyrkorummet har traditionsenligt en öst-västlig orientering.

## Inredning
Altarbordet av furu är fristående och omges av två smidesljusstakar. I koret står ett processionskrucifix utfört 1993 av konstnären Simon Andersson i Gröndal. En ambo och en dopfunt av ek står i koret.